# 四十住さくら
四十住 さくら（よそずみ さくら、2002年〈平成14年〉3月15日 - ）は、日本のスケートボード選手。2021年開催の東京オリンピック スケートボード 女子パーク初代金メダリスト。第一生命保険所属。

## 経歴・人物
和歌山県岩出市出身。岩出市立岩出小学校、岩出市立岩出中学校卒業。小学6年生の時に、兄が楽しそうにスケートボードを滑っているのを羨ましそうに見ていたところ、兄から古いスケートボードを譲られたことが、スケートボードをはじめたきっかけとなった。その後、大阪で開催されているスケートボードスクールに通い1年間の猛練習を行なって基礎を身につけた。両親は、スケートボードの道に進むことに当初は反対していたが、スポーツとして本気で一生懸命頑張ること、怪我をしてでも諦めない覚悟をすること、日本一のレディーススケーターになること、この3つを守ることを条件に協力し、自宅の庭に専用のランプセクションを作って、四十住は本格的にスケートボードをはじめるようになった。四十住の両親は金銭的な苦労をしながらも、スケートボードやシューズなどを工面して最大限の支援をしたという。
中学時代には、午前6時半に起床して朝の練習をして学校へ行き、午後3時半に下校すると再び自宅前で1時間練習し、塾で2時間勉強し終わると大阪に向かって1時間のレッスンを行い、午後10時にそのパークが閉まると、府内で場所を移して日付が変わるまでボードに乗り、それが終わると母の運転で和歌山に戻り、また午前2時ぐらいまで練習をするという生活を続けたが、四十住はこの生活を楽しんでいた。
その後、同県橋本市の和歌山県立伊都中央高等学校（昼間定時制）に進学したが、近隣に本格的なスケートボード場がなかったため、午前中の授業を受けると、すぐに母の運転で往復約3時間かけて神戸市まで練習場に通いに行くなど、両親の協力を得ながら練習に取り組んだ。
スケートボードの大会初出場は、中学1年生のときに出場した関西のスケートボード大会・SSGカップで、レディース部門2位。2016年のAJSA全日本アマチュアレディース部門（ストリート）で優勝し、さらに翌2017年のAJSA全日本アマチュアレディース部門（ストリート）も優勝を果たし、2連覇を達成した。ストリート部門での全日本2連覇後の2017年ごろ、怪我をしにくいことや、湾曲の形状が好みであったことから、パークへの専念を決めた。
2017年、ガールズスケーターの世界一大きな大会であるExposureに参加し、AM15overで優勝、Vert proで3位入賞を果たした。2018年には、ワールドカップアマチュア15and overランキングで1位となり、第2回日本スケートボード選手権大会で優勝、X gamesでは銅メダル、アジア大会ジャカルタでは金メダルを獲得した。
この時点でもまだ自宅近くに練習場がない不十分な環境が続いていたが、2020年の夏ごろに四十住の窮状を聞いた地元の酒造会社である吉村秀雄商店から、かつて精米に使っていた倉庫1棟の無償提供を受け、同年11月、自宅から5分の場所に幅約25メートル、奥行き約23メートル、高さ約15メートルの倉庫内に複数の湾曲面をもつ専用練習場「サクラパーク」が誕生した。
2021年5月、アイオワ州で開催されたスケートボードの国際大会「DEW TOUR（デュー・ツアー） 2021」のパーク女子決勝では、61.71点を獲得し優勝した。
2021年開催の2020年東京オリンピックのスケートボード競技では、8月4日に女子パークで金メダルを獲得して初代女王となった。日本選手団の団長賞も授与された。同年、和歌山県からスポーツ栄誉賞、岩出市から市民表彰、紫綬褒章受章。12月28日には岩出市役所前に記念のゴールドポスト（第42号）が設置された（ゴールドポストプロジェクト）。2022年1月4日、同競技決勝メンバー7選手に、国際オリンピック委員会からフェアプレー賞の授与が発表された。同年、四十住が新成人代表のスピーチを務めた成人式の日、岩出市の桜の名所の根来寺に桜の記念植樹が行われた。
2023年8月、第一生命保険との選手所属契約を締結。
2024年8月のパリオリンピック女子パークでは、79.70点で10位、予選敗退となり2連覇は出来なかった。

## 戦績
- 2016年 AJSA全日本アマチュアレディース部門（ストリート）優勝
- 2017年 AJSA全日本アマチュアレディース部門（ストリート）優勝
- 2018年 第2回日本スケートボード選手権大会 優勝
- 2018年 X games 銅メダル
- 2018年 アジア大会 金メダル
- 2018年 世界選手権 スケートボード・パーク女子　優勝
- 2019年 世界選手権 スケートボード・パーク女子　2位
- 2021年 DEW TOUR 2021 スケートボード・パーク女子 優勝
- 2021年 2020年東京オリンピック スケートボード女子パーク 金メダル
- 2022年 X games Chiba スケートボード・パーク女子　優勝
- 2022年 X games Southern California スケートボード・パーク女子　2位
- 2022年 STUオープン スケートボード・パーク女子　2位
- 2023年 世界選手権 スケートボード・パーク女子　3位

## 出演

### CM
- 楽天モバイル「楽天モバイル × 四十住選手 iPhone 14 データ無制限で使い倒そう!篇」（2023年3月）
- 第一生命「つながりの数だけ強くなれる篇」（2024年3月）